# اونترکاتز
اونترکاتس (به آلمانی: Unterkatz) یک شهر در آلمان است که در اشمالکالدن-ماینینگن واقع شده‌است. اونترکاتس ۴۳۶ نفر جمعیت دارد.